# Heinrich Dieckmann (Agrarfunktionär)
Heinrich Dieckmann (* 28. Juli 1867 in Gladbeck; † 19. Februar 1941 ebenda) war ein deutscher Landwirt und Politiker. Von 1928 bis 1933 amtierte er als Vorsitzender des Westfälischen Bauernvereins.

## Herkunft und Familie
Heinrich Dieckmann stammte von dem uralten Hof Ringeldorf in der südlich des Dorfes Gladbeck gelegenen Bauerschaft Butendorf. Seine Eltern waren der Landwirt Heinrich Dieckmann und dessen Ehefrau Maria Katharina Frochtwinkel gen. Brahm. Ein jüngerer Bruder, Franz Dieckmann, war später Oberbürgermeister von Münster und Landeshauptmann von Westfalen.

## Politisches Engagement
Im November 1910 wurde Dieckmann erstmals in die Gemeindeverordnetenversammlung des Amtes Gladbeck gewählt, aus der er im November 1912 jedoch wieder ausschied. In dieser Zeit übernahm er auch die Aufgabe als einer der Gladbecker Armenpfleger und wurde 1917 mit dem Verdienstkreuz für Kriegshilfe ausgezeichnet. Bei den ersten freien und demokratischen Kommunalwahlen nach dem Ersten Weltkrieg kandidierte Dieckmann auf dem Listenplatz sieben der Zentrumspartei und wurde am 2. März 1919 in die Gemeindeverordnetenversammlung gewählt, die nach der Verleihung der Stadtrechte ein halbes Jahr später zur Stadtverordnetenversammlung wurde. Dieser gehörte er während der gesamten Wahlperiode bis zum 4. Mai 1924 an und brachte während dieser Zeit seinen landwirtschaftlichen Sachverstand in zahlreiche Gremien ein.
Am 21. September 1928 wurde Heinrich Dieckmann als Nachfolger von Engelbert von Kerckerinck zur Borg zum Vorsitzenden des damals insbesondere in ländlich-katholischen Kreisen sehr einflussreichen Westfälischen Bauernvereins gewählt. Unter seiner Führung wurde die seit der Jahrhundertwende stark konservative Orientierung des Westfälischen Bauernvereins, der in der Weimarer Zeit einer der wichtigsten Träger des rechten Flügels der Zentrumspartei war, fortgesetzt.
Nach der Machtergreifung der Nationalsozialisten im Januar 1933 ließ Dieckmann sich und den Bauernverein in die Gleichschaltungspolitik der NS-Regierung einbinden. Konkret unterstützte er den im Juni 1933 zum Reichslandwirtschaftsminister ernannten Walther Darré dabei, die deutschen Bauern beziehungsweise ihre berufsständischen Interessenverbände unter dem Dach einer einzigen, strikt hierarchisch aufgebauten und vertikal geführten Organisation, dem Reichsnährstand, einheitlich zusammenzufassen. So ließ Dieckmann sich insbesondere auch in die Propagandakampagne einbinden, mit der die Nationalsozialisten versuchten, die Öffentlichkeit für die Gleichschaltung des Bauernvereins (und anderer berufsständischer Interessenorganisationen des Agrarsektors) zu gewinnen.
Überliefert ist beispielsweise eine öffentliche Verlautbarungen Dieckmanns, dass die Gleichschaltung des Bauernstandes unter den Nationalsozialisten die „sich vollziehende Vollendung dessen" darstelle, "was Freiherr von Schorlemer-Alst mit der Gründung des Westfälischen Bauernvereins“ bezweckt habe, „nämlich die Zusammenfassung und Aktivierung des gesamten bäuerlichen Berufsstandes in der einheitlichen Gestalt der öffentlich-rechtlichen Körperschaft des deutschen Bauernstandes“. An anderer Stelle erklärte er, es entspräche dem Geist Schorlemers, wenn die Bauern bzw. der Bauernverein sich „bedingungslos, aber dabei aus tiefster Glaubensglut dem Nationalsozialismus eines Adolf Hitler hingeben und als echte Bauern diesem Nationalsozialismus mit ganzer Hingabe dienen.“

## Auszeichnungen (Auswahl)
- 1917: Verdienstkreuz für Kriegshilfe[2]

## Kritische Beurteilung
Der Historiker Gisbert Strotdrees, der die Äußerungen Dieckmanns auf ihre historische Tragfähigkeit überprüft haben, kommt zu dem Schluss, dass diese nur aus bewusster Unaufrichtigkeit oder aus ideologischer Verblendung gemacht worden sein könnten, da bei einer Nebeneinanderstellung der tatsächlichen politisch-gesellschaftlichen Programme von Schorlemer-Alst und der Nationalsozialisten praktisch keine Übereinstimmung festzustellen sei, ja die von Schorlemer propagierten christlich-konservativen Grundsätze (Selbsthilfe, Selbstverantwortung, Selbständigkeit) seien der nationalsozialistischen Forderung nach unbedingter Unterordnung und Gefolgschaft regelrecht entgegengelaufen.